# 鈴木紀代
鈴木 紀代（すずき きよ）は、日本の作詞家。主に演歌の作詞を手がけている。

## 略歴・人物
本格的に作詞家としてデビューする前、娘の通っていた小学校で募集していた創立百周年記念歌に応募し見事採用され、さらに、公募していたカルピスのイメージソングにも応募し、佳作を貰った。その後、以前通っていた作詞教室の先輩に誘われた作詞家・松井由利夫を囲んでの新年会に自分の作詞作品を持って参加した際、同席していた作曲家の村沢良介の目に止まり、その詞に村沢が別名義で作曲し、1984年6月21日に南有二とフルセイルズが「北のめぐり逢い」としてシングルリリース。鈴木にとって初の提供作品となった。2003年には、長山洋子に提供した「じょんから女節」が、第36回日本作詩大賞で優秀作品賞を受賞した。

## 主な作詞作品
- 浅田あつこ
  - 「三年たったらここで…」（2012年）
  - 「いさりび鉄道」（2018年）

- 北川大介
  - 「泣くんじゃないよ」（2020年）

- 古都清乃
  - 「加恵〜華岡青洲の妻〜」「忍冬」（2010年）
  - 「笑顔の花」（2021年）

- 長山洋子
  - 「捨てられて」（1995年）
  - 「嘘だといって」「たてがみ」（1996年）
  - 「紅い雪」「地図のない旅」（1997年）
  - 「恋のプラットホーム」「桶屋の八つぁん」「花園しぐれ」（1998年）
  - 「遠い街」（2000年）
  - 「じょんから女節」「たまゆら」（2003年）
  - 「おんな炭坑節」（2004年）
  - 「洋子の…海」「洋子の…ふるさと」「洋子の…名残月」「洋子の…冬景色」（2005年）
  - 「絆」「洋子の…紅葉」「洋子の…さくら」（2006年）
  - 「洋子の…新宿追分」「洋子の…ちぎれ雲」（2007年）
  - 「望郷ひとり泣き」「下北のバス」「七人の侍」（2008年）
  - 「夢追い笠」（2010年）
  - 「博多山笠女節」（2011年）
  - 「木曽の翌檜」「雨おんな」「門付け兄妹旅」（2012年）
  - 「もう一度…子守歌」（2013年）
  - 「ワッショイ」（2015年）
  - 「別れ上手」（2017年）

- 南有二とフルセイルズ
  - 「北のめぐり逢い」（1984年、作詞家デビュー作） ※鈴木きよ名義

- 原田悠里
  - 「明日になれば」（1992年） ※鈴木きよ名義
  - 「ほろり酒」（1994年）
  - 「笹舟」（1995年）

- 林あさ美
  - 「海峡みなと」「はまなす岬」（2001年）
  - 「朝はきっと来る」「悲恋歌」（2002年）

- 松尾雄史
  - 「純子の泪」「さすらい岬」（2013年）
  - 「叱り酒」（2017年）
  - 「肥前路の女」（2019年）

- 宮路オサム
  - 「あんたの女」（2010年）
  - 「アディオス〜また逢えますね〜」（2012年）

- 森進一
  - 「花のブルース」（2017年）
  - 「恋はぐれ」（2018年）

- 山内惠介
  - 「風蓮湖」（2009年）
  - 「白樺の誓い」「残雪根室本線」（2011年）
  - 「釧路空港」「サヨナラ」（2013年）
  - 「演歌道中 旅がらす」（2016年）
  - 「野付半島」（2018年）
  - 「正念場」「網走3番線ホーム」（2020年）
  - 「古傷」（2021年）
  - 「花火」（2022年）
  - 「こぬか雨」（2023年）
  - 「糸島富士」（2024年）

- 和田青児
  - 「青春は終わらない」（2000年）